# The Favor (película)
The Favor es una película de 2006 escrita y dirigida por Eva S. Aridjist. La película fue estrenada el 15 de octubre de 2006, en el Festival de Cine de Morelia en México y se estrenó en México el 19 de octubre de 2007. Se estrenó en Nueva York el 2 de mayo de 2008.

## Sinopsis
La película es sobre un fotógrafo que vive en Nueva Jersey que recibe una llamada telefónica de una mujer que rompió su corazón hace 25 años.

## Elenco
- Frank Wood como Lawrence.
- Ryan Donowho como Johnny.
- Paige Turco como Caroline.
- Isidra Vega como Mariana.
- Paul Lazar como Mr. Smith
- Michael Higgins como Mr. Ritter
- Luke Robertson como Joven Lawrence.
- Laura Breckenridge como Joven Caroline.
- Wally Dunn como Dr. Charles
- Sterling K. Brown como Policía #1.
- Jesse Kelly como Carter.
- Aldo Perez como Harris.
- Marceline Hugot como Profesor de Historia.
- Aurelia Thierree.
- Richard M. Davidson como Principal Foreman.